# Konsumentföreningen Väst
Konsumentföreningen Väst, 2011–2015 kallad Coop Medlem Väst, var en av Sveriges största konsumentföreningar med 330 000 medlemmar.
Föreningen var en självständig och pådrivande medlemsorganisation med uppgift att stärka medlemmarnas ställning som konsumenter och kooperationens roll som konsumentrörelse och affärsdrivande verksamhet. Föreningen drev länge butiker själv, men från 1990-talet överläts butiksdriften till Kooperativa Förbundet där föreningen var ägare.

## Historik
Ktf Väst hade bland annat sitt ursprung i Konsumtionsföreningen Göteborg. År 1975 bytte Konsum Göteborg namn till Konsum Väst. Detta år tog föreningen över Konsumtionsföreningen Falkenberg med omnejd samt Konsum på Hönö.
År 1990 beslutade Konsum Väst att dess butiker och varuhus skulle föras över till ett aktiebolag, KF Väst AB, där Kooperativa förbundet ägde 91 procent. Året därpå togs beslut om nedläggning av 28 butiker. Senare gjordes liknande för kooperationen i Stockholm och delar av Svealand och Skåne vilket gjorde att KF Väst blev ett dotterbolag till Kooperativa Detaljhandelsgruppen. År 1993 tog KF Väst över de butiker som drivits av Konsum Skaraborg och Viskadalens konsumentförening, medan föreningarna själva uppgick i Konsum Väst. År 1995 avyttrades det sista ägandet i KF Väst till KF centralt.
Den 19 november 2011 bytte Konsumentföreningen Väst namn till Coop Medlem Väst.
Efter ett kvartssekel som ren medlemsorganisation beslutades det 2015 av föreningen skulle slås samman med Konsumentföreningen Bohuslän-Älvsborg för att bilda nya Coop Väst. Ktf Bohuslän-Älvsborg hade tidigare samma år tagit över de flesta Coop-butikerna i Coop Medlem Västs område.